# Jacques Wallner
Jacques Henri Wallner, född 20 december 1956 i Boo församling, är en svensk journalist, föreläsare och debattör, som sedan åtminstone 1991 fram till 2018 var skribent på Dagens Nyheter.
På 2010-talet var han redaktör för Dagens Nyheter-avdelningen DN Motor, och tidigare har han varit bland annat allmänreporter, ekonomireporter, redaktionssekreterare på näringslivsredaktionen Arbete & Pengar, chef för ekonomiredaktionen, sommarkrönikör och utrikeskorrespondent.[källa behövs]
Åren 1993, 1997, 1999 och 2000 var han under korta perioder fotograf för Expressen och 1989 arbetade han på Tidningarnas Telegrambyrå. Han har medverkat i bland annat Robert Aschbergs TV-program i TV 3 1997 och 1998.[källa behövs]
Wallner tilldelades år 2015 Kungliga Automobilklubbens journalistpris.